# L'arciere di fuoco
L'arciere di fuoco è un film del 1971 diretto da Giorgio Ferroni.
Il soggetto è liberamente ispirato alle gesta del leggendario eroe inglese Robin Hood.

## Trama
Nel 1195, sir Henry di Nottingham torna in Inghilterra dalla crociata col cavaliere tedesco di Wattenberg, legato dell'imperatore Enrico VI. Assieme al legato reca al fratello del re, il principe Giovanni, la notizia che Riccardo Cuor di Leone è stato fatto prigioniero in Austria e che sarà liberato solo in seguito al pagamento di un lauto riscatto. I due notano che la gioia espressa da Giovanni alla notizia che suo fratello è vivo e vegeto appare artificiosa e credono che non si affannerà a raccogliere il denaro per il riscatto, così si allontanano dal reggente con frasi di circostanza e sentimenti contrastanti. Henry si propone di occuparsi personalmente della questione, cosa che viene garantita anche da Wattenberg.
Strada facendo vengono affrontati dagli sgherri di sir Robert, che sono costretti a uccidere. Si rifugia in un nascondiglio col cavaliere tedesco e gli insegna una strada per un ritorno sicuro. Henry tornerà a Nottingham, dove suo padre, il legittimo sceriffo di Nottingham, è stato spodestato da sir Robert. Si ferma in una locanda nella quale fa subito un bagno, ma sente poi un tintinnio d'armi nello spazio comune e un'esclamazione di fedeltà a Riccardo Cuor di Leone. Si riveste allora in fretta e porge aiuto ad un anglosassone che sta affrontando più guerrieri normanni. Dopo la furiosa rissa, Henry riconosce in lui il suo vecchio amico Allan: i saluti e la gioia di rivedersi sono ovviamente accorati, ma quando Henry ricompare con la cotta di maglia e il resto dell'equipaggiamento, Allen è già sparito. Henry segue le sue tracce nella foresta, dove viene derubato nel sonno. Segue i ladri e giunge in una capanna, in cui ritrova le sue cose e si batte con diversi fuorilegge, che sconfigge e immobilizza uno dopo l'altro. Ma quando arriva Little John, il capo del piccolo gruppo, Henry riceve da lui un sacco di randellate e un bagno freddo, quando John lo fa cadere in acqua da un tronco usato ponticello. Ora è Henry ad essere legato e a sedere infreddolito nella capanna, mentre i complici di Little John, tra i quali fra Tuck, lo sbeffeggiano. Si mostra allora sulla porta Allan, che chiarisce agli altri che Henry è un amico e un anglosassone, che gli ha poco prima offerto una via di scampo, e gli porge le sue scuse. Dopo di ciò, Henry decide di associarsi ai banditi. Poiché ha con sé solo una cotta di maglia, Muck, il figlio del mugnaio, gli dà gli effetti personali di suo fratello Robin, ucciso dagli uomini di sir Robert. Così Henry, non volendo ancora svelare la sua identità, assume il nome di lui facendosi chiamare Robin Hood.
Assieme ai suoi nuovi amici chiama a raccolta gli anglosassoni oppressi per derubare i ricchi normanni e raccogliere il denaro per il riscatto di re Riccardo. Muck viene catturato con l'accusa di essere un cacciatore di frodo, dopo che è andato a vedere un daino appena abbattuto, cosa per la quale rischia la pena di morte. La bella nobile sassone Marian si decide però ad aiutarlo spiegando di aver ucciso ella stessa il daino, cosa che era nel suo diritto in quanto erede del feudatario. Sir Robert, l'autonominato e spregiudicato sceriffo di Nottingham decide su due piedi di arrestare anche lei, pensando che in qualche modo avrà ragione della graziosa dama. Muck, destinato all'impiccagione con altri anglosassoni, viene salvato con un'ardita e astuta impresa da Robin, fra Tuck e i banditi di Sherwood. Per tendere una trappola a Robin, lo sceriffo fa organizzare un torneo di tiro con l'arco e promette a Robin Hood l'impunità. Robin giunge in incognito a Nottingham e fa la conoscenza di Lady Marian, che partecipa anch'essa alla gara ma perde contro Robin; questi s'innamora di lei a prima vista, ma non le rivela di essere Henry di Nottingham, che la giovane ama da molti anni. Dopo aver superato nella gara anche lo sceriffo deve fuggire con la sua brigata, poiché lo sceriffo non ha mantenuto la parola, portando con sé Marian, che si rallegra di sfuggire all'odiato sir Robert. Rimane coi banditi di Sherwood e respinge gli approcci di Robin sempre senza sapere la sua vera identità. Robin tuttavia decide che prima conquisterà il suo amore e dopo si farà riconoscere.
Una volta raccolto in tutta l'Inghilterra il denaro per il riscatto, il principe Giovanni preferisce intascarlo per sé in modo da non rivedere più il fratello re. Robin e i suoi complici s'intrufolano di notte nel castello di Nottingham e rubano il denaro, ma vengono scoperti. Affinché i suoi compagni possano fuggire col bottino, Robin si lascia catturare e viene torturato nelle segrete di sir Robert. Il giorno seguente Marian fa allo sceriffo l'offerta di sposarlo a patto di lasciar andare Robin. Quegli acconsentirebbe volentieri, ma la sua amante, Matilde, preferisce disfarsi della rivale e aiuta Marian e Robin nella fuga. I tre vengono scoperti: Matilde è uccisa da una freccia, Robin viene di nuovo ridotto in catene e i preparativi per il matrimonio dello sceriffo vengono affrettati. Nel frattempo, i banditi della foresta ricevono la visita di cavalieri sconosciuti; dopo un rude scontro con Little John il vincitore si toglie l'elmo, rivelando di non essere altri che il legittimo re, Riccardo Cuor di Leone. Robin, nella sua vera identità di sir Henry di Nottingham, era stato il suo primo scudiero, e per questo intende aiutarlo, regolando i conti col principe Giovanni e il suo sceriffo. Durante la cerimonia nuziale Lady Marian, dopo aver udito un segnale segreto dei compagni di Robin, rifiuta di dire il suo "sì" allo sceriffo, che sdegnato ordina di colpire l'immobilizzato Robin con una raffica di frecce. Ma all'ultimo momento si presenta sulle mura il re Riccardo Cuor di Leone, che blocca le frecce grazie al suo grosso scudo. Nello stesso tempo, i complici di Robin irrompono nella corte del castello, sconfiggono e disarmano i soldati del principe Giovanni e di sir Robert.
Robin sfida allora a singolar tenzone lo sceriffo, che tuttavia rifiuta, poiché la sua condizione di cavaliere gli permette di duellare solo con un nobile.
È allora il re ad annunciare a voce chiara e alta allo sceriffo e a una sbalordita Marian che chi sta davanti a loro è nientemeno che sir Henry di Nottingham, il suo vecchio scudiero. In un duello finale Henry sconfigge lo sceriffo, ma gli risparmia la vita, affinché il re possa giudicare lui e gli altri traditori che si sono schierati col principe Giovanni. Marian è ancora più felice perché così può sposare Robin, che come sir Henry aveva sempre amato all'insaputa di lui.

## Produzione
Parte delle riprese si svolsero alla chiesa collegiata e al castello di Cardona (che rappresenta quello di Nottingham), nella provincia di Barcellona in Spagna.

## Distribuzione
L'arciere di fuoco uscì nelle sale italiane il 12 marzo 1971. Fu distribuito negli Stati Uniti nel 1976.